# 970

## Догађаји
- Ерик Победнички постаје први (документовани) краљ Шведске у Упланду.

- Цар Јован I Цимискије делегира рат на Балкану свом шураку, доместику школа Варди Склиру, и генералу евнуху Петру Фоки, који почињу да окупљају византијску војску у Тракији. На вест о томе, моћна кијевска војска (30.000 људи), заједно са многим Бугарима, Србима и Печенезима, шаље се на југ преко Балканских планина. После пљачкања бугарског упоришта Филипоља (данашњи Пловдив), они заобилазе тешко брањени град Адријанопољ и окрећу се ка Цариграду.
- Битка код Аркадиопоља: Цар Јован I Цимискије шаље елитну војску (10–12.000 људи) да одбијју напад Кијевску Русију. Византинци под Вардом Склир успешно су упали у заседу кијевско-бугарским освајачима код Аркадиопоља (савремена Турска). Битка се претвара у потпуни пораз, убијајући хиљаде. Велики кнез Свјатослав Кијевски бива протеран из Тракије и повлачи своје снаге у град-тврђаву Силистра.
- Лето – Варда Фока (Млађи) и његова породица побуне се против сопственог рођака Јована I Цимискија. Његове трупе у Цезареји проглашавају Варду 'царом', али побуну гаси Варда Склир. Фока и његови рођаци су заробљени и прогнани на острво Хиос (Егејско море).
- Лето – византијско-царско примирје: цар Отон I (Велики) се састаје са Јованом I у Барију и прихвата трајни мировни споразум. Пандулф I (Гвоздена глава) пуштен је из заточеништва у Цариграду.
- Ал-Хасана ибн Убајда Алаха, Икхшидидски гувернер Палестине, је поражен и заробљен од стране генерала Џафара ибн Фалаха у Сирији. Окончање династије Икхшидида као владајуће силе.
- Велики вулкан еруптирао у језеру Машу у Јапану.

## Рођења
- Сергије IV, римски папа (у. 1012)

## Смрти
- 30. јануар — Петар I, цар Бугарске
- 5. фебруар — Полиевкт, патријарх цариградски
- 22. фебруар — Гарсија Санчез I, краљ Памплоне
- Харалд II Сива Кожа, краљ Норвешке